# جو کلبک
جو کلبک (انگلیسی: Joe Colbeck؛ زادهٔ ۲۹ نوامبر ۱۹۸۶) بازیکن فوتبال اهل بریتانیا است.
از باشگاه‌هایی که در آن بازی کرده‌است می‌توان به باشگاه فوتبال برافورد پارک آونیو، باشگاه فوتبال اولدهام اتلتیک، باشگاه فوتبال دارلینگتون، باشگاه فوتبال هروگیت تاون، باشگاه فوتبال گریمزبی تاون، باشگاه فوتبال هرفورد یونایتد، و باشگاه فوتبال برادفورد سیتی اشاره کرد.